# Isle of Wight (фестиваль)
Isle of Wight Festival — музыкальный фестиваль, который проводится ежегодно на острове Уайт в Англии в первых числах июня.
Первая серия фестивалей прошла в 1968—1970 годах на концертных площадках Ford Farm (неподалёку от Годсхилла), Wootton и Afton Down (неподалёку от Фрешуотера) соответственно. Крупнейшим из трёх был фестиваль 1970 года; по численности зрителей он превзошёл вудстокский. В числе его участников были The Who, Джими Хендрикс, The Doors, The Taste, Ten Years After, Emerson Lake and Palmer и другие известные музыканты.
Неожиданный наплыв зрителей (большая часть которых не имела билетов) вынудил британский Парламент принять в 1971 году так называемый Isle of Wight Act, запрещавший проводить на острове мероприятия численностью более 5 тысяч человек без специального разрешения.
Фестиваль 1970 года был заснят на плёнку режиссёром Мюрреем Лернером, но фильм вышел лишь в 2003 году, когда был подготовлен документальный телефильм. В 2005 году вышел DVD A Message to Love: The Isle of wight Rock Festival 1970.
Фестиваль был возрождён в 2002 году и проходит с тех пор в Seaclose Park, спортивном комплексе неподалёку от Ньюпорта.

## Участники фестивалей Isle of Wight

### 1968 Isle of Wight Festival
- 31 августа 1968 год. 10 000 зрителей. Ford Farm, Годсхилл
- Хедлайнер — Jefferson Airplane
- Плюс: Arthur Brown, The Move, T. Rex, Plastic Penny, Pretty Things.

### 1969 Isle of Wight Festival
- 30 августа 1969 года. Около 150 000 зрителей. Место проведения — Wootton.
- Хедлайнеры: Bob Dylan & The Band, The Who
- Плюс: Joe Cocker, Free, Richie Havens, The Moody Blues, The Nice, Tom Paxton, Pentangle, Pretty Things, The Bonzo Dog Doo-Dah Band.

### 1970 Isle of Wight Festival
- 26 — 30 августа 1970 года. Около 600 000 зрителей. Место проведения — Afton Down
- Хедлайнеры — Redbone (среда), Tony Joe White (четверг), Procol Harum (пятница), The Doors, The Who (суббота), Jimi Hendrix, Joan Baez (воскресенье).
- Плюс: Rosalie Sorrels, Kris Kristofferson, Mighty Baby, Judas Jump, Kathy Smith (среда), Supertramp, Black Widow, The Groundhogs (четверг), Fairfield Parlour, Lighthouse, Melanie, Chicago, Taste, Family, Cactus (пятница), Sly & the Family Stone, Free, Joni Mitchell, Ten Years After, Emerson Lake and Palmer, Miles Davis, Mungo Jerry, John Sebastian, Cat Mother (суббота), Moody Blues, Jethro Tull, Leonard Cohen, Richie Havens, Everly Brothers, Pentangle, Donovan, Tiny Tim, Terry Reid, Shawn Phillips.

### 2002 Rock Island
- 1 июня 2002 года. Около 8 000 зрителей.
- Хедлайнеры: The Charlatans, Robert Plant

### 2003 The Isle of Wight Festival
- 14 июня 2003 года. Около 15 000 зрителей.
- Хедлайнеры: Paul Weller, Starsailor, Bryan Adams, Counting Crows

### 2004 The Nokia Isle of Wight Festival
- 11 июня 2004 года. Около 35 000 зрителей.
- Хедлайнеры: Stereophonics, Groove Armada, The Who, Manic Street Preachers, David Bowie, The Charlatans

### 2005 The Nokia Isle of Wight Festival
- 10 — 12 июня 2005 года. Около 50,000 зрителей.
- Хедлайнеры: Faithless, Razorlight, Travis, Roxy Music, R.E.M., Snow Patrol

### 2006 The Nokia Isle of Wight Festival
- 9 −11 июня 2006 года. Около 60,000 зрителей.
- Хедлайнеры: The Prodigy, Placebo, Foo Fighters, Primal Scream, Coldplay, Richard Ashcroft

### 2007 The Isle of Wight Festival
- 8 — 10 июня 2007 года. Около 65,000 зрителей. Хедлайнеры: Snow Patrol, Groove Armada, Muse, Kasabian, The Rolling Stones, Keane

### 2008 The Isle of Wight Festival
- 13 — 15 июня 2008 года. Около 70 000 зрителей.
- Хедлайнеры: Kaiser Chiefs, N.E.R.D, The Sex Pistols, Capibara, The Police, The Kooks

### 2009 The Isle of Wight Festival
- 12 — 14 июня 2009 года.
- Хедлайнеры: The Prodigy, Basement Jaxx, Pendulum, The Ting Tings, Stereophonics, Razorlight, Maxïmo Park, Neil Young, Pixies, Simple Minds

### 2010 Isle of Wight Festival
- 11 — 13 июня[2]
- Хедлайнеры: Kasabian, Jay-Z, Florence and the Machine, The Strokes, Blondie, Paul McCartney, Pink[3].

### 2011 Isle of Wight Festival
- 9 — 12 июня
- Хедлайнеры: Kings of Leon, Kaiser Chiefs, Foo Fighters, Pulp, Kasabian, Beady Eye

### 2012 Isle of Wight Festival
- 21 — 24 июня
- Хедлайнеры: Tom Petty and the Heartbreakers, Elbow, Pearl Jam, Biffy Clyro, Bruce Springsteen & The E Street Band, Noel Gallagher's High Flying Birds, Jessie J[4].